# Сиро-маланкарська католицька церква
Си́ро-маланка́рська католи́цька це́рква (лат. Ecclesia Syro-Malankara Catholica, малаял. മലങ്കര സുറിയാനി കത്തോലിക്കാ സഭ) — східно-католицьке верховне архієпископство sui juris, яке знаходиться в повному євхаристійному спілкуванні з Латинською церквою, так і з 22 іншими східно-католицькими церквами, утворюючи разом Католицьку церкву. У церкві використовується Божественна літургія західносирійського обряду святого Якова. Вона є однією з двох східно-католицьких церков в Індії, інша — Сиро-малабарська католицька церква, яка використовує літургію східносирійського обряду.
Сирійсько-католицька церква Маланкари веде свій початок від місій апостола Томи в I столітті. Сирійсько-католицька церква в Маланкарі була створена 20 вересня 1930 року внаслідок профспілкового руху під керівництвом єпископа Мар Гіваргезе Іваніоса, коли вона відокремилася від Маланкарської церкви та увійшла в спілкування з Католицькою церквою. Сама Маланкарська церква виникла внаслідок розколу християнської громади Святого Томи XVII століття; після присяги на хресті Кунан у 1653 р. Маланкарська церква виникла як фракція, яка стояла разом з архидияконом Мар Томою I, присягаючи протистояти авторитету латино-католицького португальського Падройдо. Ця фракція вступила у відносини із Сирійською православною церквою в Антіохії. Сирійсько-католицька церква Маланкари представляє групу з цієї фракції Маланкари, яка возз'єдналася з Римом у XX столітті (1930).
Мар Іваніос розпочав переговори з Святим Престолом у 1926 р., щоб увійти в нову церковну унію. Два єпископи, включаючи Іваніоса, священика, диякона та мирянина, були прийняті в Католицьку церкву в 1930 році. Це призвело до значного руху вірян до Католицької церкви Маланкари. Індуїсти, особливо з громади Наїр, також приєдналися до Католицької церкви Маланкари. До 1950 року було 65 658 вірян, у 1960 — 112 478, а в 1970-му —183 490. Зараз в Індії та в усьому світі понад 400 000 вірян у понад 12 єпархіях.

## Історія

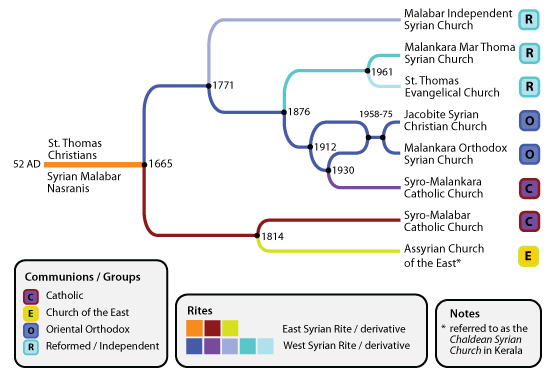
Християни святого Томи — розділи — історія в двох словах

Відповідно до церковного передання Євангелію в Індію приніс апостол Фома. З давніх часів на південному заході країни, головним чином в штаті Керала, утворилась християнська церковна громада з оригінальними традиціями. Громада перебувала в євхаристійному спілкуванні з несторіанською Ассирійською церквою Сходу, яка регулярно надсилала до Індії єпископів і митрополитів, які очолювали місцевих християн. Це призвело до того, що індійські християни використовували в літургійному житті східно-сирійський або халдейский обряд як і Ассирійська церква Сходу, хоча і привнесли в нього деякі свої риси. Однак, незважаючи на це, християни апостола Фоми не прийняли несторіанську догматику. Аж до XV століття індійські християни не контактували з європейськими церквами.
У XV столітті на індійському узбережжі висадилися португальські мореплавці, які зустріли там на свій подив давню християнську церкву, яка була прийнята в літургійне спілкування з Римом. Португальці не поставились з повагою до місцевої традиції та почали діяльність щодо поступової латинізації церкви. Це призвело до численних розколів і негараздів серед християн апостола Фоми.
У 1653 році значна їх частина заявила про розрив відносин з Римом. Оскільки древні зв'язки з Ассирійською церквою Сходу до XV століття були втрачені, пошуки цією групою союзників привели їх до контактів з давньосхідною Сиро-яковитською церквою. У 1665 році патріарх цієї церкви погодився послати єпископа очолити громаду за умови, що вона прийме сирійську монофізитську христологію і західно-сирійський (антиохійський) літургійний обряд. Ця група стала автономною Церквою в рамках сирійського патріархату та відома під назвою Маланкарська церква. Інші християни апостола Фоми залишилися в сопричасті з Римським єпископом, поклавши таким чином початок Сиро-малабарській католицькій церкві та зберігаючи східно-сирійський обряд.
Рим, втім не залишав спроб відновити втрачене спілкування з західно-сирійською Маланкарською церквою. У XVIII столітті було здійснено ряд спроб відновлення єдності, що не увінчалися успіхом. У 1926 році п'ять єпископів маланкарців увійшли в конфлікт з ієрархією Сиро-яковитською церквою і почали переговори зі Святим Престолом. Природною умовою Ватикану була відмова від монофізитства та прийняття решти католицької догматики. Зі свого боку Святий Престол погодився прийняти священників і єпископів маланкарців та зберегти за ними їх західно-сирійський обряд. На таких умовах погодилися возз'єднатися з Католицькою церквою двоє єпископів і кілька священиків, які були 20 вересня 1930 року урочисто прийняті в Католицьку церкву. Цей день фактично є датою народження нової Сиро-Маланкарської католицької церкви західно-сирійського обряду.
У наступні десятиліття церква відчувала помітне зростання. У 30-х роках з Маланкарської церкви перейшли ще два єпископи. У 1950 році церква налічувала 65 588, в 1960 році — 112 478, а в 1970 — 183 490 віруючих.
14 березня 1953 року церква перейшла на григоріанський календар.
Єпархії були розподілені — з єпархії Тірувалли були виділені єпархії Батері (1978) та Муваттупужа (2003), з архієпархії Трівандрума єпархії Мартандома і Мавелікари (1996). 10 лютого 2005 року папа Бенедикт XVI підвищив церкви статус до Верховного архієпископства. У 2006 році Єпархія Тірувалли стала архієпархією. У 2010 році була створена єдина діаспоральна структура церкви — Апостольський екзархат в США.

### Присяга на хресті Кунан
У 1653 р. відбулася акція протесту під присягою на хресті Кунан. Під керівництвом архідиякона християни Томи публічно склали присягу, що не підкорятимуться єзуїтським єпископам. Церковний історик КУТУР зазначає, що «революція» Хрест Кунана «, очевидно, була остаточним спалахом шторму, який збирався на горизонті церковного життя християн св. Томи вже більше століття».
Рим відправив кармелітів двома групами від Поширення Віри до Малабара на чолі з о. Себастіані та о. Гіацинт. О. Себастіані прибув першим у 1655 р. і почав розмовляти безпосередньо з митрополитом Томою I. Себастіані за допомогою португальської мови заручився підтримкою багатьох, особливо за підтримки Паллівететлі Ченді, Кадавіла Ченді Катанара та Венґура Гіварґезе Катанара. Це були троє з чотирьох радників Томи I, котрі перебігли з Франциско Гарсією Мендесом, архієпископом Кранганорським, до прибуття Себастаїні, згідно з повідомленнями єзуїтів.
Між 1661 і 1662 роками із 116 церков кармеліти претендували на вісімдесят чотири церкви, залишивши рідному митрополиту Томі I тридцять дві церкви. Вісімдесят чотири церкви та їх громади були тілом, від якого вийшла католицька церква Сиро Малабар. Інші тридцять дві церкви та їх громади представляли ядро, з якого походять Маланкарська православна сирійська церква, Церква Тожіюр, Тома Сирійська (реформовані сирійці) та Сиро-Маланкарська католицька церква.
У 1665 р. Грегоріос, єпископ, посланий сирійським православним Антіохійським патріархом, прибув до Індії. Незалежна група під проводом Архидиякона вітала його. Хоча більшість християн св. Томи поступово зменшували свою рішучу опозицію західному контролю, прихід єпископа Грегорія з Сирійської православної церкви в 1665 р. ознаменував початок офіційного розколу серед християн св. Томи. Ті, хто прийняв західно-сирійську літургійну традицію Сирійської православної церкви Антіохії Грегоріоса, стали називатися Путженкором; вони також продовжували використовувати назву «Маланкара», справжнє ім'я християнської громади св. Томи для церкви. Ті, хто приєднався до причастя Риму після Даймперського синоду і залишився в причасті навіть після присяги зігнутого хреста, а також ті, хто приєднався до католицького причастя від церкви Пухеньора Маланкари в період кармелітів, стали називати Сиро Малабар Церква від останнього десятиліття XIX століття. Деякі з церков, не приєднаних до Ангамалі-Падійоли (1787), згодом стали латинськими церквами, напр. Матілаком (Паппініваттом), Маліанкара, Турутіпурам та ін. Одна гілка католицької церкви Сиро Малабар пізніше вийшла, щоб сформувати Ассирійську церкву Сходу, узгоджену з Халдейською сирійською церквою, коли єпископ східно-сирійського обряду Габріель прийшов їх євангелізувати в 1701 році.
Католики-сирійці Малабару залишались у спілкуванні з Римом, а згодом стали називати Сиро-малабарською католицькою церквою зі східно-сирійською літургією.

#### Турбулентність у Маланкарській церкві
Саме в цьому суперечливому контексті 118-й сирійський православний патріарх Антіохійський, Ігнатій Абдед Алого II, поїхав до Маланкари в 1911 році і відлучив від церкви Ваттассеріла Геваргезе Діонісія (Високий суд Траванкора) визнав це відлучення недійсним). Щоб запобігти надмірному втручанню Патріарха в управління тимчасовістю Церкви, о. П. Т. Гіваргезе з благословення Ваттассеріла Тірумені зв'язався з Ігнатієм Абдул Масіхом ІІ, 117-м сирійським православним патріархом Антіохії, якого відлучили від влади Осману в 1906 році, і запросив його відвідати Маланкару і встановити тут собор. Відповідно, Ігнатій Абдул Масіх II поїхав до Маланкари в 1912 році та заснував Католикат у Маланкарі. Це створило розкол у церкві:
- фракцією, що протистояла адміністративному втручанню Патріарха, стала Маланкарська православна сирійська церква, автокефальна церква під керівництвом митрополита Маланкари та Католикоса;
- фракцією, що підтримує адміністрацію патріарха, стала якобітська сирійська християнська церква.

Базеліос Паулоза I (1912—1913), перший католикос, помер через короткий п'ятимісячний період 13 травня 1913 року; Престол залишався вакантним до 1925 року. Це був період судових спорів у Маланкарській церкві. Судовий процес за Ваттіппанам (фіксований внесок грошей від імені Церкви) та його наслідки в громаді був у зеніті.

#### Ґіварґезе Іваніос

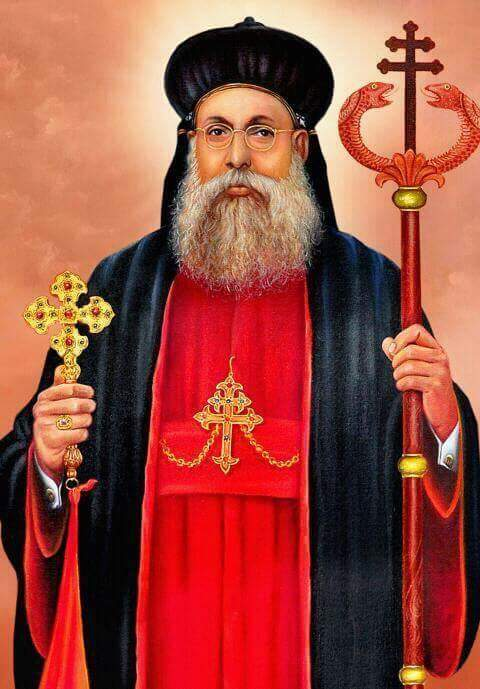
Ґіварґезе Іваніос

Ґіварґезе народився 21 вересня 1882 року в Мавелікарі в сім'ї Панікерветтіль «Малліті», що належала до сирійської православної церкви Маланкари. Йому було дано хрестильне ім'я Geevarghese. У віці 15 років він вступив до семінарії М. Д. для навчання в середній школі. 20 квітня 1898 р. Він отримав незначні замовлення і був направлений в Християнський коледж Мадраса і здобув ступінь магістра. 15 вересня 1908 р. Геваргезе був висвячений на священика Ваттассерілом Дінойсієм. Відразу після висвячення Гіваргезе був призначений директором семінарії М. Д. Коттаям. Пізніше він переїхав до Калькутти, прийнявши запрошення викладати в коледжі Сірмпоре. Під час свого перебування в Калькутті Геваргезе заснував чернечу громаду.

#### Створення Бетані-Ашраму
По поверненню Гіварґезе з Калькутти друг Е. Джон Вакіл подарував 100 акрів (400 000 м2) землі в Мюнданмалі, Ранні-Перунаду, штат Керала, на місці зустрічі річок Пампа і Каккат для ашраму. Гіварґезе та його послідовники побудували невелику солом'яну хатинку біля того, що 15 серпня 1919 року став першим Ашрамом у Маланкарі, на ім'я «Бітанія». Поряд з Ашрамом Гіваргезе заснував будинок для сиріт.
Перебуваючи в Серампорі, Гіварґезе заснував у 1925 році жіночий монастир Віфанії Мадхом (жіночий монастир) за допомогою сестер Богоявлення Англії, які працювали в Серампорі. Він був висвячений на єпископа Маланкарської православної сирійської церкви католикосом Беселіосом Геваргезе I 1 травня 1925 р. Він отримав ім'я Геваргахесе Іваніос.

#### Церковне спілкування
20 вересня 1930 р. Іваніос, єпископ Яків Феофіл, о. Джон Кужинапурат OIC, Dn. Олександр ОІК і Чако Кілілет прийняли і об'єдналися з Католицькою церквою. Рух унії під керівництвом Іваніоса породив Католицьку церкву в Маланкарі. Це відбулося в каплиці єпископа Кілона. Членів якобітської церкви прийняв його лорд-єпископ Алойзій Марія Бенцигер (єпископ Кілонський), до якого Іваніос звернувся за допомогою і якого Святий Престол призначив провести прийом.

### Після унійний рух
Папа Пій XI, завдяки Апостольській конституції Christo Pastorum Principi від 11 червня 1932 р., створив Сиро-маланкарську католицьку ієрархію для об'єднаної громади і збудував Архіпархію Тіруванантапурам з Тируваллійською єпархією як її суфраган. Митрополитська єпархія Тіруванантапураму була створена в 1933 році. Іваніос був інтронований як перший митрополит Архієпископ. Єпархія Тірувалли була створена в 1933 році. Яків Теофілос був першим єпископом.
У 1937 р. Йосип Северіус із Маланкарської православної церкви приєднався до католицької церкви. У 1939 році Томас Діоскорос, митрополит якобітської церкви Кнаяя, приєднався до католицької церкви. У 1938 році місіонерський збір Дочок Марії був заснований у місті Мартандом у районі Каньякумарі. Єпископ Діоскорос помер у 1943 році.
Іваніос посвятив Бенедикта Грегоріоса як свого допоміжного єпископа в 1953 році. Іваніос помер 15 липня 1953 року.
Тируваллійську єпархію очолювали Яків Теофіл та Йосип Северіус. Северіос був адміністратором Єпархії до 1950 року через погане здоров'я Теофіла. У 1950 році він був призначений єпископом Тірувалли. Також йому було присвоєно титул «архієпископ». Помер 18 січня 1955 року.

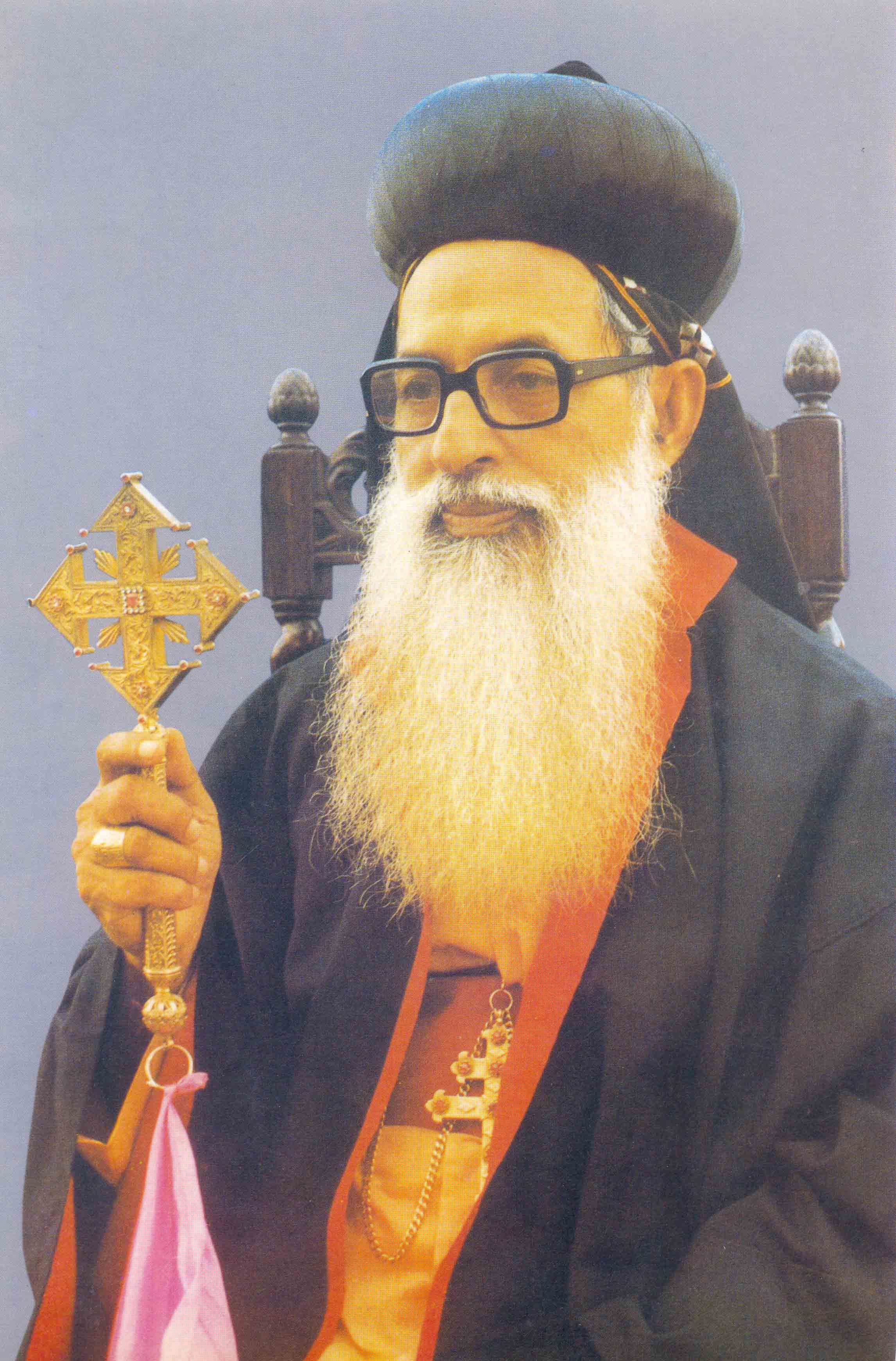
Бенедикт Грегоріос

#### Митрополит архієпископ Бенедикт Григорій
У 1955 році митрополит Архієпископ Бенедикт Грегоріос був інтронізований як Митрополит Архієпископ Тіруванантапурам і Глава Сиро-маланкарської католицької церкви.
Святий Престол призначив Захарія Атанасія наступником Северія, освячення якого відбулося в 1954 році. Яків Теофілос помер у 1956 році.
Френсіс Ачарія, чернець цистерціанців, прибув до єпархії Тірувалли. У 1957 році він заснував у високих хребтах Вагамону Крістію Саньясу Самадж, Ашрам Курісумала.
У 1958 р. територіальна межа єпархії Тірувалла була розширена на північ, включаючи область Малабар Керали, цивільні райони Коімбаторе і Нілгіріс і Карур Талук в районі Тіручірапалі Тамілнаду та райони Майсур, Мандя, Коорг, Хасан, Чикамангалор, Шимога та Південна Канара штату Карнатака. Атанасій помер у 1977 році.
Паулос Філоксенос, митрополит Малабарської незалежної сирійської церкви, був прийнятий до Сиро-маланкарської католицької церкви 28 серпня 1977 року.
Призначення Ісаака Йоханона єпископом Тірувалли та зведення Єпархії Батері з призначенням Кирила Базеліоса першим єпископом згідно з указом Святого Престолу відбулося в 1978 році. Обидва прелати були освячені в цьому році.
Єпархія Батері була офіційно відкрита в 1978 році. У 1979 році єпархіальний споглядальний монастир, Дх'яна Ашрам, був заснований в Єпархії Батері о. Сільвестр Кожиманніл.
Лоуренс Ефрем був висвячений на єпископа в 1980 році.
Католики Маланкари в Індії, але поза канонічними територіальними межами Церкви спочатку були організовані як католицьке об'єднання Маланкари, а згодом стали створюватися як особисті парафіяльні громади. Для їх нагляду був призначений координатор у Раді ієрархів католицької церкви Маланкари.
Велика семінарія Святої Марії в Маланкарі, перша місцева семінарія, була відкрита в Паттомі в 1983 році, а нова будівля була благословлена в Наланчірі, Тіруванантапурам — в 1989 році.
8 лютого 1986 р. Папа Римський Іван Павло ІІ відвідав собор Святої Марії, Паттом, Тіруванантапурам.
28 квітня 1987 року помер Йоханон, єпископ Тірувалли.
Кардинал Лурдусамі, тодішній префект Конгрегації східних церков, відвідав католицьку церкву Маланкари в серпні 1987 року.
Геваргезе Тимотей змінив Юханона на посаді єпископа Тірувалли. Посвячений в єпископи в 1988 році.
Бенедикт Грегоріос помер у 1994 році, прослуживши 41 рік.

#### Моран Мор Кирило Базеліос, Верховний архієпископ-католикос

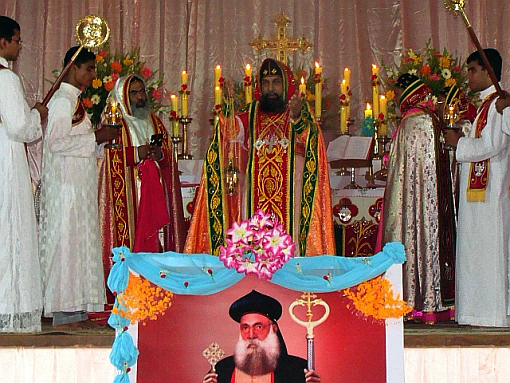
Свята Курбана в обряді Сиро-Маланкари

Кирило Базеліос, єпископ Батери, призначений Папою Іваном Павлом ІІ, був інтронований на посаду митрополита архієпископа Тіруванантапурама і на посаду глави католицької церкви Маланкари 14 грудня 1995 року. Геваргезе Діваннасіос був посвячений єпископом Батериї замість Кирила Базеліоса 5 лютого 1997 р. Ахілле Сільвестріні, кардинал-префект Конгрегації східних церков, відвідав католицьку церкву Маланкари 11—13 лютого 1996 р. На прохання Кирила Базеліоса апостольським биком від 16 грудня 1996 р. Папа Римський Іван Павло ІІ спорудив Єпархію Мартандом, роздвоївши Митрополичу Єпархію Тіруванантапурам. Першим її єпископом був призначений Лоуренс Ефрем. Він помер після кількох місяців інтронізації єпископом Мартандомського, 8 квітня 1997 року.
Тим часом Тируваллійська єпархія була благословлена допоміжним єпископом в особі Томаса Коорілоса, який був висвячений на єпископа 17 липня 1997 р. 29 червня 1998 р. Йоханон Златоуст був висвячений на єпископа Мартандома, а Джошуа Ігнатіос — допоміжним єпископом для митрополитська єпархія Тіруванантапураму. Паулос Філоксенос помер 3 листопада 1998 року.
26 грудня 2000 р. у Тіруваллі спільно відзначали ювілей Христу Джаянті Маха та Сапфаті Руху за об'єднання Сиромаланкарської католицької церкви.
У цей період були створені парафії для вірян Сиро-Маланкарської католицької церкви в Сполучених Штатах Америки. Папа Римський Іоанн Павло ІІ 18 червня 2001 р. Призначив протосинцела Батері Ісаака Тоттункала апостольським візитатором та допоміжним єпископом Тіруванантапураму для сиромаланкаритів, що мешкають у Північній Америці та Європі. Він був освячений 15 серпня 2001 року в Тірумоолапурамі (Тірувалла) і прийняв ім'я Ісаак Кліміс.
Розділивши єпархію Тірувалли, єпархія Муваттупужа була зведена 15 січня 2003 року, а Томас Коорілос був призначений її першим єпископом.
29 березня 2003 р. єпископ Тимотей подав у відставку через свій вік, і Святий Престол призначив Ісаака Клеміса, Апостольського відвідувача Європи та Америки, єпископом Тірувалли. Кліміс взяв на себе керівництво єпархією 2 жовтня 2003 року. 5 січня 2005 року Йосип Томас був призначений допоміжним єпископом Тіруванантапурама та апостольським відвідувачем Північної Америки та Європи.
10 лютого 2005 року Сиро-Маланкарська католицька церква була піднята до статусу Верховної Архієпископської Церкви папським документом Ab ipso Sancto Thoma, і як така вона має високий рівень автономії згідно з Кодексом канонів Східних Церков. Педро Лопес Кінтана, апостольський нунцій в Індії, прочитав офіційну декларацію в соборі Святої Марії, Паттом, Тіруванантапурам. Ієрархічний Глава Церкви став головним архієпископом, який здійснює патріарші повноваження та керує Церквою за сприяння Священного Архієрейського Синоду Церкви.
19 лютого 2005 року Йосип Томас був посвячений як допоміжний єпископ Тіруванантапурама та Апостольський візитатор у Північній Америці та Європі. 11 квітня 2005 року Богословський факультет Великої семінарії Святої Марії в Маланкарі приєднався до Папського міського університету, Рим.
Інтронізація головного архієпископа на посаді глави Сиро-Маланкарської католицької церкви відбулася 14 травня 2005 року. Велика Архієпископська курія Маланкари (Соборний центр) почала функціонувати в кампусі Святої Марії, Паттом, Тіруванантапурам. 20 травня 2005 року Кирило Базеліос благословив будівлю Курії. Незабаром Базеліос створив перший Синод Сиро-Маланкарської католицької церкви, скликаний 16 — 18 серпня 2005 р. У Великій Архієпископській курії Тіруванантапурам. Він складав Постійний Синод та різні Синодальні Комісії, очолювані Єпископами, щоб опікуватися різними апостолятами Церкви. Офіційний бюлетень «Маланкара» публікується у Великій Архієпископській курії для повідомлення про синодальні акти та голос Сиромаланкарської Верховної Архієпископської Церкви.
Платиновий ювілей Руху возз'єднання та Рік Євхаристії були спільно відзначені в Мар Іваніос Нагар, Паннамуду, Мавелікара, 19—21 вересня 2005 року.
Декретами Базеліоса 15 травня 2006 р. Була створена митрополича провінція Тірувалла, в якій єпархії Батері та Муваттупужа були суфраганами, а Ісаак Клеміс був призначений митрополитом архієпископом Тірувалли. 10 червня 2006 року Ісаак Кліміс був інтронізований як перший митрополит-архієпископ Тірувалли.
Указом Базеліоса 1 січня 2007 року була зведена нова єпархія Мавелікара, а її першим єпископом був призначений Джошуа Ігнатіос, допоміжний єпископ і протосинкел Верховної архієпархії Тіруванантапурам.
Другий Звичайний Священний Єпископський Синод був скликаний 6—7 грудня 2006 р., І було вирішено відродити монаше освячення згідно з традицією Антіохійської Церкви, належним чином називаної Раббаном по-сирійськи, але місцево званої Рамбаном; і Корепіскопо, щоб вшанувати низку священиків за їхню заслуговуючу службу в Церкві.
У четвер, 18 січня 2007 року, Кирило Базеліос помер і був похований боком своїх попередників у соборі Святої Марії, Паттом, Тіруванантапурам 20 січня 2007 року.
Моран Мор Базеліос Клеміс, головний архієпископ — Католікос і кардинал
Ісаак Кліміс був обраний головним архієпископом Сиро-Маланкарської католицької церкви шляхом першого єпископального синоду виборів Сиро-Маланкарської католицької церкви, який відбувся 7Ч10 лютого 2007 р. В Католицькому центрі, Паттом, Тіруванантапурам. Папа Бенедикт XVI підтвердив вибори 9 лютого, і вони були оголошені 10 лютого в соборі Святої Марії, Паттом, Тіруванантапурам.
Інтронізація Абона Джошуа Ігнатіоса відбулася 16 лютого 2007 року в Мавелікарі, а Абун Гіварґезе Діваннасіос, адміністратор Католицької Архієпископської Церкви Маланкари, керував церемонією встановлення. Нова єпархія налічує 30 825 віруючих католиків із Сиро-Маланкари із загальним населенням 2 998 325 жителів. З них 269 849 — католики Маланкари та 598 824 християни інших конфесій.
7 лютого 2007 р. Папа Римський Бенедикт XVI призначив о. Chacko Aerath OIC як апостольський відвідувач із єпископським статусом для віруючих католиків Маланкари, які проживають в екстериторіальних регіонах Церкви в Індії [цитування]
Базеліос Клеміс був інтронований на посаду головного архієпископа Сиро-Маланкарської католицької церкви 5 березня 2007 року в соборі Святої Марії, Паттом, Тіруванантапурам.
26 березня 2007 року Абон Томас Коорілос був призначений другим митрополичим архієпископом Архієпархії Тірувалли. Церемонія його встановлення відбулася 2 травня 2007 року в соборі Святого Іоанна, Тірувалла. Кліміс був головним ювілеєм.
Базеліос Клеміс відвідав Папу Бенедикта XVI 28 травня 2007 року у Ватикані та обмінявся церковним причастям.
14 липня 2007 року Базеліос Клеміс оголосив Іваніоса Слугою Божим.
Відповідно до положень ККСЦ може. 1063, Звичайний трибунал Сиромаланкарської католицької церкви був створений 15 листопада 2007 року.
Абоун Авраам Хуліос, доктор філософії, 9 лютого 2008 року в Муваттупужі посвячений єпископом Єпархії Моватватпужа Базеліосом Клімісом.
Базеліос Клеміс благословив 1 липня 2008 року новозбудовану могильну каплицю Слуги Божого Іваніоса в соборі Святої Марії, Паттом, Тіруванантапурам.
Леонардо Сандрі, кардинал-префект Конгрегації Східних Церков, відвідав Сиро-Маланкарську Католицьку Церкву 10 листопада 2008 року. Було відзначено Святе Курбоно згідно Сиро-Маланкарської традиції. Базеліос Клеміс був головним ювіляром. На наступній зустрічі кардинал Сандрі визнав про-собор Королеви Миру в Палаямі, Тіруванантапурам, базилікою. Кліміс присвятив Святу Марію, базиліку Королеви Миру, 7 грудня 2008 року.

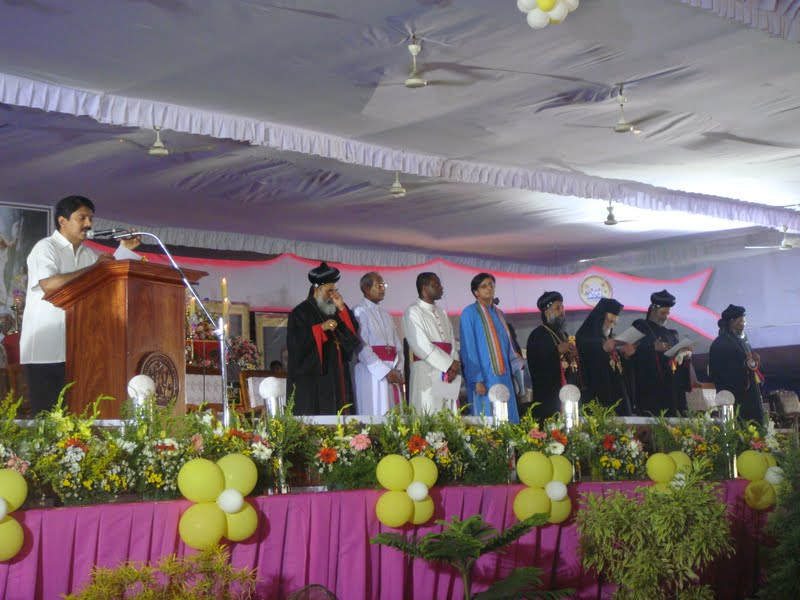
Публічне засідання після єпископського сану 13 березня 2010 року

Кліміс створив дві нові єпархії в Сиро-Маланкарській католицькій церкві, Патанамтітту в Кералі та Путур у штаті Карнатака. Він призначив чотирьох нових єпископів, обраних Священним Єпископським Синодом. Він оголосив про перехід єпископа Мартандомського Йоханона Златоуста до нового Престолу Патанамтітти, а єпископа Гіварґезе Діваннасіоса від Престолу Батері до нового Престолу Путура. Йосип Томас, апостольський візитатор у Північній Америці та Європі був призначений єпископом Батері. Престолом Марфандома, вакантним через переведення його єпископа, був призначений Вінсент Кулапуравілай, професор та реєстратор Семінарії Святої Марії в Маланкарі Тіруванантапурам. Самюель Каттукалліл, Синцел Головної Архіпархії Тіруванантапураму, та Стівен Тоттатіл, декан Теологічного факультету Семінарії Маланки в Святій Марії, були призначені допоміжними єпископами Головної Архіпархії Тіруванантапураму та Архієпархії Тірувалли відповідно. Єпископом Курії був призначений Антоній Валіявілайїл, постулатор справи канонізації Слуги Божого архієпископ Іваніос і канцлер Верховної Архієпископської курії.
Єпископська хіротонія єпископів Вінсента Паулоса, Самуеля Іреніоса, Філіпоса Стефаноса та Томаса Антоніоса відбулася в Іваніосі Відя Нагарі в Тіруванантапурамі 13 березня 2010 р.
Томас Наікампарампіл був призначений першим екзархом Сиро-Маланкарського католицького екзархату в США Папою Бенедиктом XVI, за консультацією Клеміса та Священного Синоду Сиро-Маланкарської католицької церкви, 14 липня 2010 р. Він був висвячений на єпископа і прийнятий ім'я Абоун Томаса Євсевія 21 вересня 2010 року в Сирійсько-католицькому соборі Святої Марії в Маланкарі, Тіруванантапурам. Церемонія його встановлення відбулася 3 жовтня 2010 року в Меморіальній середній школі Келленберга, Уніондейл, штат Нью-Йорк.
Базеліос Клеміс був піднесений до Колегії кардиналів Католицької Церкви Папою Бенедиктом XVI у папській базиліці Святого Петра у Ватикані 24 листопада 2012 року. Як священик-кардинал йому було призначено титульну церкву Сан-Грегоріо VII. Він перший єпископ Сиро-Маланкарської церкви і п'ятий кераліт, який став кардиналом.
Сиро-Маланкарська католицька церква швидко зростає у богословських та канонічних дослідженнях. Багато авторів сприяли розвитку в галузі теології та канонічного права.
Окрім канонічних установ Сиро-Маланкарської католицької церкви, виникли різні асоціації, включаючи католицький молодіжний рух Маланка (MCYM), католицьке об'єднання Маланка (MCA) та Легіон Марії, Матруведі, Пітруведі.
Католицька церква Сиро-Маланкари займається гуманітарною діяльністю. Одним із прикладів таких служб є Тапованам, притулок надії, Султан Батері, центр реабілітації психічно хворих.

### XXI століття

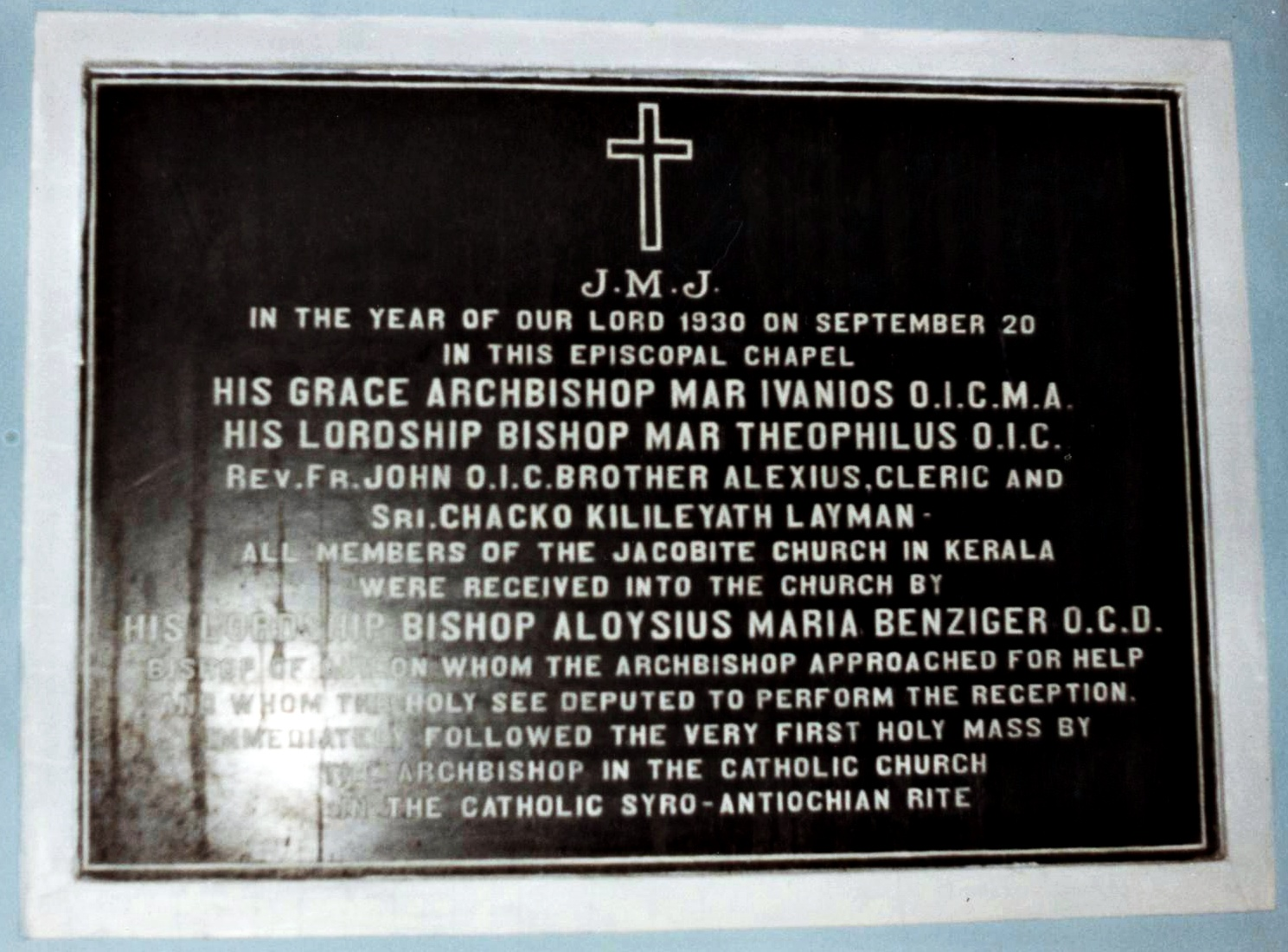
Каплиця єпископа Кілона, пам'ятний камінь на згадку про заснування Сиро-Маланкарського обряду, 1930 р.

Сиро-Малабарська католицька церква має статус Верховного архієпископства. Верховний архієпископ церкви також іменується «Католикосом». Резиденція розташована в південно-індійському місті Тіруванантапураме (Трівандруме). З лютого 2007 року церква очолює верховний архієпископ Моран мор Баселіос Клееміс Тоттункал.
Крім верховної архієпархії Трівандрума до церкви входить архієпархія Тірувалли та шість єпархій — Мартандома, Мавелікари, Батері, Муваттупужа, Патанамтітти і Путура. Парафії церкви є і за межами Індії: в США і Канаді (єпархія Пресвятої Діви Марії, Цариці Миру), Європі і на Близькому Сході. Членами цих парафій є представники індійської діаспори.
Згідно з даними Annuario Pontificio за 2016 рік число членів церкви перевищує 450 тисяч чоловік. В церкви 14 єпископів, 716 священиків, 234 монаха (включаючи 116 ієромонахів), 978 парафій.
Головна семінарія церкви — Св. Марії в Тіруванантапураме, заснована в 1983 році. Церква проводить активну діяльність у галузі освіти, їй належить 7 коледжів і 270 шкіл.

## Організація

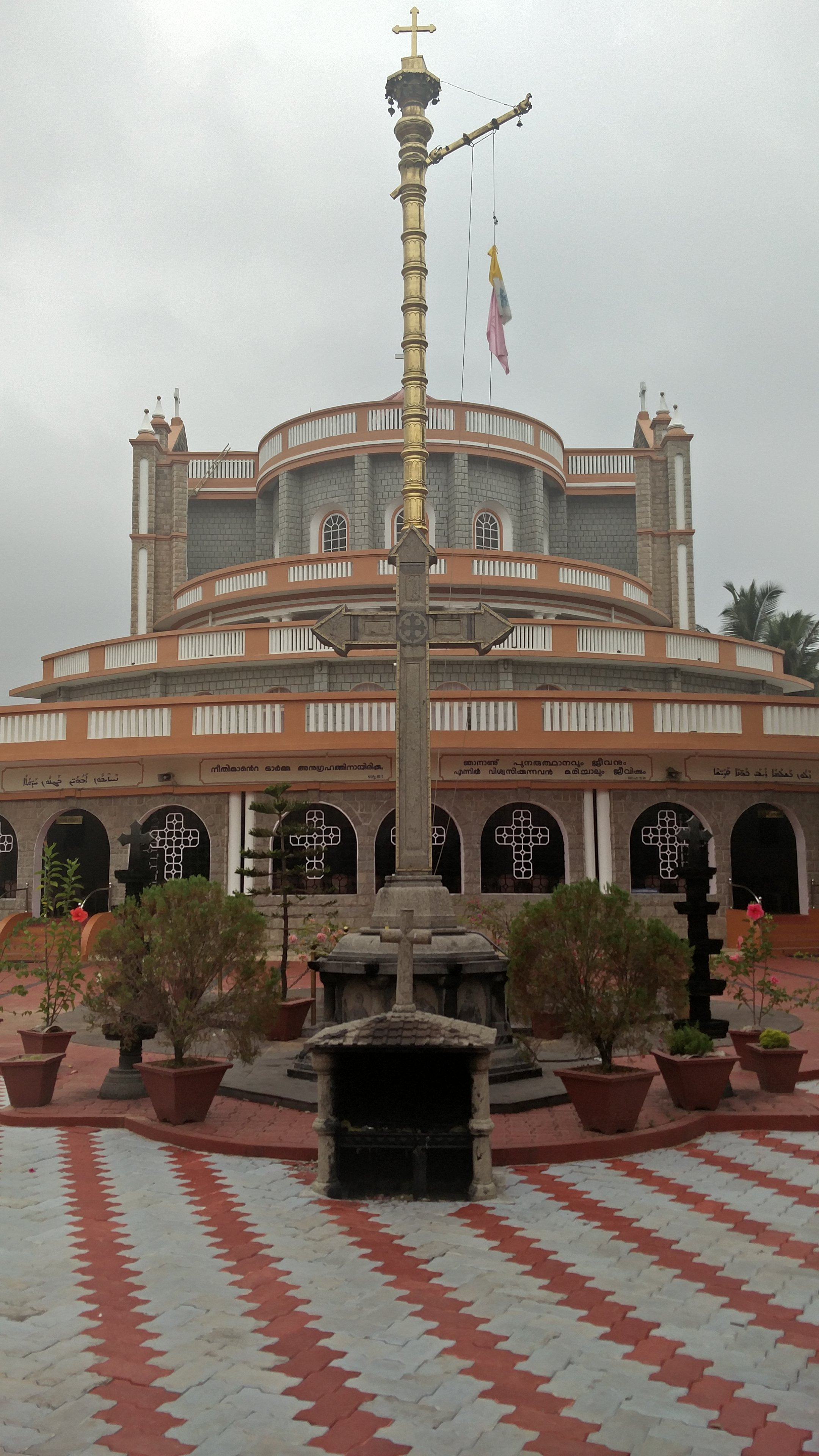
Останнє зображення собору Святої Марії, Паттом, Тіруванантапурам

### Єпархії
- Верховна архиєпархія Тіруванантапурама[en]
  - Єпархія Мартандама[en]
  - Єпархія Мавелікара[en]
  - Єпархія Парасалла[en]
  - Єпархія Патанамтітта[en]
  - Єпархія святого Єфрема Хадківського[en]
- Архиєпархія Тірувалли[en]
  - Єпархія Батері[en]
  - Єпархія Муватупужа[en]
  - Єпархія Путура[en]
- Єпархія Ґурґаон[en]
- Єпархія Сполучених Штатів Америки та Канади[en]

#### Статистика
Згідно з Папським щорічником Annuario Pontificio за 2012 рік, Сиро-маланкарська церква налічувала приблизно 436 870 вірян.
| Діоцезії                                    | Віряни  | Єпископи | Парафії | Діоцезійні священики | Релігійні священики | Релігійні чоловіки | Релігійні жінки | Семінаристи |
| ------------------------------------------- | ------- | -------- | ------- | -------------------- | ------------------- | ------------------ | --------------- | ----------- |
| Верховна архиєпархія Тіруванантапурама      | 219,437 | 2        | 300+    | 131                  | 24                  | 97                 | 578             | 100         |
| Єпархія Парасалла                           | 22,000  | 1        |         |                      |                     |                    |                 |             |
| Єпархія Патанамтітта                        | 37,500  | 1        | 100     | 64                   | 6                   | 6                  | 110             | 26          |
| Єпархія Мартандама                          | 65,715  | 1        | 82      | 40                   | 7                   | 14                 | 178             | 21          |
| Єпархія Мавелікара                          | 24,083  | 1        | 95      | 56                   | 7                   | 9                  | 145             | 23          |
| Архиєпархія Тірувалли                       | 40,000  | 3        | 132     | 112                  | 25                  | 54                 | 285             | 37          |
| Єпархія Батері                              | 25,000  | 1        | 102     | 77                   | 8                   | 8                  | 274             | 25          |
| Єпархія Муватупужа                          | 12,435  | 1        | 64      | 41                   | 8                   | 24                 | 82              | 13          |
| Єпархія Путура                              | 2,700   | 2        | 24      | 14                   | 7                   | 8                  | 20              | 3           |
| Єпархія Сполучених Штатів Америки та Канади | 10,000  | 1        | 16      | 11                   | 1                   | 1                  | 16              | 4           |
| Разом                                       | 436,870 | 14       | 692     | 546                  | 93                  | 221                | 1688            | 252         |

### Ієрархи

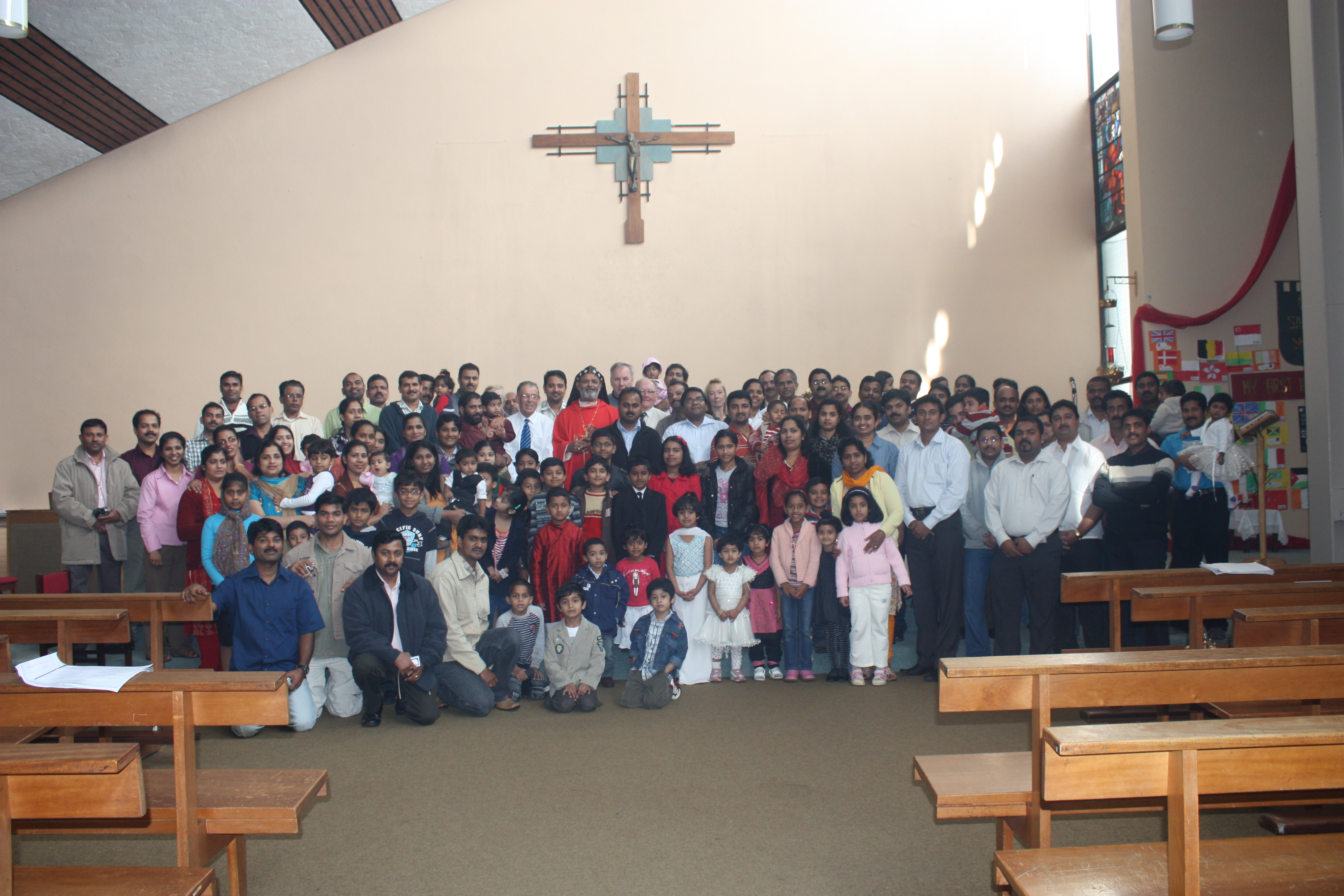
Сиромаланкарські католики в Ірландії з Високопреосвященнішим доктором Джошуа Ігнатієм. (Єпископ Мавелікарської єпархії)

Сирійсько-католицька церква Маланкари має 16 ієрархів:
| Ієрархи              | Діоцезія                                                                | Катедральний собор                                                                           |
| -------------------- | ----------------------------------------------------------------------- | -------------------------------------------------------------------------------------------- |
| Базеліос Клееміс     | Верховний архиєпископ і католикос Сиро-Маланкарської католицької церкви | Католицький собор Св. Марії / Паттом, Тіруванантапурам, Керала, Індія                        |
| Томас Коорілос       | Митрополит Архиєпископ Тирувалли                                        | Католицький собор Св. Івана / Тірувалла, Патанамтітта, Керала, Індія                         |
| Ґеваргейзе Тимотіос  | Митрополит Тирувалли (у відставці)                                      | Заслужений статус католицького собору Святого Івана / Тірувалла, Патанамтітта, Керала, Індія |
| Йосип Томас          | Митрополит Батері                                                       | Католицький собор св. Томи / Султан Батері, Вейанад, Керала, Індія                           |
| Вінсент Паулос       | Митрополит Мартандомський                                               | Католицький собор Христурая / Мартандам, Кужитурай, Каньякумарі, Тамілнад, Індія             |
| Авраам Хуліос        | Митрополит Муваттупузха                                                 | Католицький собор св. Йосифа / Важаппіллі, Мудавур, Муваттупужа, Ернакулам, Керала, Індія    |
| Джошуа Іґнатіос      | Митрополит Мавеликара                                                   | Католицький собор Св. Марії / Паннамуду, Мавеліккара, Алаппуджа, Керала, Індія               |
| Йооханон Золотоустий | Заслужений єпископ Патанамтітти                                         | Католицький собор Святого Петра / Патханамтітта, Патханамтітта, Керала, Індія                |
| Томас Євсевій        | Митрополит Парассала                                                    | Католицький собор Св. Марії / Парассала, Тіруванантапурам, Керала, Індія                     |
| Філіпос Стефанос     | Митрополит Св. Марії, Королева Миру (США та Канада)                     | Католицький собор Святого Вінсента де Поля / Елмонт, Нью-Йорк, США                           |
| Яків Варнава         | Митрополит Ґурґаон                                                      | Католицький собор Св. Марії / Неб Сарай, Нью-Делі, Індія                                     |
| Томас Антоніос       | Митрополит Хадський                                                     | Католицький собор Св. Марії / Хадкі, Пуна, Махараштра, Індія                                 |
| Самуель Іреніос      | Єпископ Патанамтітти                                                    | Католицький собор Святого Петра / Патханамтітта, Патханамтітта, Керала, Індія                |
| Ґеваргейзе Макаріос  | Митрополит Путтур                                                       | Про-собор Св. Марії / Нуджібалтіла, Керала, Індія                                            |
| Юханнон Теодосій     | Курійський єпископ                                                      | NA                                                                                           |

#### Пізніше оплаковані митрополити
| Титул                           | Ім'я                  | Примітки                                                                                           |
| ------------------------------- | --------------------- | -------------------------------------------------------------------------------------------------- |
| Архієпископ                     | Ґіварґезе Іваніос     | Відділився від Маланкарської православної церкви                                                   |
| Архієпископ                     | Яків Теофіл           | Відділився від Маланкарської православної церкви                                                   |
| Архієпископ                     | Йосип Северіос        | Залишив Маланкарську православну церкву щоб приєднатися до Маланкарської католицької церкви        |
|                                 | Томас Діоскорос       | Залишив Сирійську православну церкву щоб приєднатися до Маланкарської католицької церкви           |
| Архієпископ                     | Бенедикт Грегоріос    | |
|                                 | Захарія Атанасій      | |
|                                 | Паулос Філоксенос     | Залишив Малабарську незалежну сирійську церкву щоб приєднатися до Маланкарської католицької церкви |
|                                 | Ісаак Юханон          | |
| Верховний архієпископ-католикос | Кирило Базеліос       | |
|                                 | Ловренс Ефрем         | |
| Митрополит Путуру               | Ґіварґезе Діваннасіос | |

## Літургія та богослужіння
Літургія Сиро-маланкарської католицької церкви використовує антіохійський обряд, а саме західно-сирійський. Сьогодні літургія відправляється на малаяламській, сирійській, англійській, тамільській та гінді, використовуючи григоріанський календар. Церква використовує один із декількох перекладів Біблії малаяламською мовою.

## Діапора
У Північній Індії є 39 общин Сиро-маланкари, включаючи церкви в Бангалорі, Ченнаї, Колката, Делі, Мумбаї, Пуні та Хайдарабаді. 26 березня 2015 р. Клеміс та Священний Синод у консультації з Папою Франциском збудували дві єпархії для охоплення всієї Індії. Єпископ Варнава Яків був призначений єпископом єпархії Святого Івана Золотоустого з Гургаона, що базується в Делі. Єпископ Антоніос Тома очолює Апостольський екзархат святого Єфрема Хадського.

### Північна Америка
У липні 2010 р. Папа Римський Бенедикт XVI створив апостольський екзархат для католиків Сиро-Маланкари в США і призначив першим апостольським екзархом нового екзархату отця Томаса Найкампарампіля, тодішнього генерального секретаря головного архієпископату Сиро-Маланкарської церкви. Обраний єпископ був висвячений в єпископат 21 вересня 2010 року в Сирійсько-католицькому соборі Святої Марії в Маланкарі, Паттом, отримавши ім'я «Абоун Фома Євсевій». Церемонія інтронізації в США відбулася 3 жовтня 2010 року в середній школі Келленберг, Уніондейл, штат Нью-Йорк.
4 січня 2016 року Папа Римський Франциск підняв Екзархат до Єпархії, а Канада була додана до території Єпархії.
5 серпня 2017 року єпископ Філіпос Мар Стефанос був призначений другим єпископом Єпархії, наступником Томи Мар Євсевій. Єпископ Мар Стефанос був встановлений єпархом 28 жовтня 2017 року.
Наразі в межах Єпархії діє 19 парафій та місій. 14 знаходяться в межах Сполучених Штатів і п'ять у межах Канади.

### Європа та Океанія
5 серпня 2017 р. Папа Франциск призначив єпископа Йоханона Мар Теодосія Апостольським відвідувачем для католиків Сиро-Маланкари Європи та Океанії, поряд з його основною роботою єпископом Верховної архієпископської курії Сиро-Маланкарської Католицької Церкви. Парафії та громади Сиро-Маланкари є у Німеччині, Ірландії, Італії, Швейцарії, Сполученого Королівства, Австралії та Новій Зеландії.

### Середній Схід
Тринадцять общин Сиро-Маланкари присутні в Бахрейні, Кувейті, Омані, Катарі та Об'єднаних Арабських Еміратах. Оскільки парафії (Катар має парафію) ще не організовані, оскільки Сиро-Маланкара не має церковної юрисдикції на Близькому Сході, люди перебувають під безпосереднім наглядом латинських католицьких апостольських вікаріатів Північної Аравії та Південної Аравії. Католики Маланкари Абу-Дабі запустили один із ранніх вебсайтів Сиро-Маланкарської католицької церкви ще до того, як існували будь-які офіційні сайти та перший на Близькому Сході. Зараз майже всі громади Перської затоки мають власні вебсайти.
Нещодавно преподобний о. Метью Кандатил, священик Сиро Маланкари, який служить в ОАЕ, в Апостольському вікаріаті Південної Аравії, призначений координатором Маланкарської Католицької Вірності на Близькому Сході. Він курирує душпастирську участь сиро-маланкарських священиків та координує душпастирську діяльність, що представляє спільний інтерес для регіону Перської затоки, повідомляє Маланкара, офіційне комюніке католицької церкви Сиро-Маланкари щодо цього нового призначення.

## Католицьке об'єднання Маланкари
Католицька асоціація Маланкари, заснована в 1989 році, є асоціацією вірних мирян церкви. Базеліос Клеміс є покровителем; в даний час єпархіальні секції є в єпархіях Тіруванантапурам, Тірувалла, Батері, Мооваттупужа та Мартандом, а також у Північній Америці.

## Назва церкви
Офіційна назва церкви — Сиро-маланкарська католицька церква, яка в основному використовується в англомовних західних регіонах. Назва церкви у перекладі з малаяламської / сирійської — Маланкарська сирійська католицька церква.